# Karl Arnold (artiste)
Pour les articles homonymes, voir Arnold.
Karl Maximilian Arnold, né le 1er avril 1883 à Neustadt bei Coburg et mort à Munich le 29 novembre 1953, est un dessinateur, caricaturiste et peintre allemand.

## Biographie
Arnold est l'élève de Karl Raupp.
Il a fréquemment collaboré à la revue hebdomadaire satirique allemande Simplicissimus, dans laquelle il a publié presque mille huit cents dessins.
Il compte, aux côtés d'autres grands artistes comme Olaf Gulbransson, Thomas Theodor Heine ou encore Bruno Paul, parmi les caricaturistes les plus importants de la première moitié du XXe siècle allemand.